# Slepý pokus
Slepý pokus (též slepý vzorek, slepý test nebo slepý experiment) je typ vědeckého experimentu, který se snaží minimalizovat subjektivní či nepřesně identifikovatelný vliv intervenujících proměnných. Někteří z experimentátorů při něm proto záměrně postrádají informace, které by mohly ovlivnit jejich posuzování faktů. Tento typ testů se používá tam, kde je třeba odfiltrovat subjektivní faktor, typickým příkladem je posuzování účinnosti léků, u něhož je třeba odlišit působení placebo efektu. V tomto případě se často používá silnější varianta, dvojitě slepý test.

## Slepý pokus v analytické chemii
V analytické chemii metoda, jíž se zjišťuje vliv neznámých nebo nepatrně působících činitelů (např. nečistoty v použitých chemikáliích) na výsledek prováděného pokusu.
Při slepé titraci se titruje roztok identický s roztokem titrovaného vzorku, ale bez stanovované složky, který je označovaný jako slepý vzorek nebo blank. Objem odměrného roztoku spotřebovaného na slepý pokus se poté odečte od objemu spotřeby při titraci roztoku vzorku.
Slepý vzorek se dále používá pro zlepšení přesnosti měření např. při spektrofotometrii.

## Slepý pokus ve společenských vědách
Slepý pokus je metoda výzkumu, která snižuje subjektivní vliv zúčastněných osob na pozorování prostřednictvím maskování či zaslepení. Tento jev, kdy jsou zjištěná data ovlivněna subjektivním očekáváním, bývá označován jako sebenaplňující se proroctví.
- Jednoduchý slepý pokus se používá k odstranění subjektivního vlivu zkoumané osoby. Pokud by například pacient věděl, zda dostal aplikovanou lepší či horší metodu, zafungoval by placebo efekt a výsledky by mohly být zkreslené.
- Dvojitý slepý pokus se používá tam, kde by subjektivní vliv výzkumníka provádějícího měření mohl mít negativní vliv. Například při testu inteligence by mohlo výzkumníkovo očekávání o nadprůměrné či podprůměrné inteligenci dotyčného zkreslit naměřené hodnoty (například nevědomou podporou zkoumaného).
- Trojitý slepý pokus slouží k zamezení subjektivního vlivu vědce, který data vyhodnocuje – ten v tomto případě neví, od které ze skupin ta která data přicházejí. To je nutné u většiny kvalitativních výzkumných metod.

Nutnou podmínkou fungování slepého pokusu je homogenita okolností intervence – tedy to, že se jednotlivé měřené skupiny výrazně neliší v jiných vlastnostech, než ve zkoumaném znaku, a není tedy možné jednoduše skupiny rozlišit.